# Mark Cerny
Mark Cerny (nascido em 1964) é uma figura da industria dos videojogos que já trabalhou como designer, programador, produtor e executivo. Como presidente da Cerny Games, empresa que fundou em 1998, actua como consultor dentro da industria. Em 2004, foi o destinatário do prémio Lifetime Achievement Award atribuído pela International Game Developers Association, e em 2010 foi colocado no "Hall of Fame" da Academy of Interactive Arts & Sciences. Em 2013 foi anunciado que Cerny era o arquitecto chefe da Sony PlayStation 4 e PlayStation Vita. Cerny também é o arquiteto do Playstation 5.

## Ligações Externas
- Cerny Games, Inc.
- GameIndustry.com: Entrevista a Cerny
- Marble Madness mais Entrevista a Cerny